# ساندرا رومین
ساندرا رومین (به انگلیسی: Sandra Romain)) (متولد ۲۶ مارس ۱۹۷۸ در شهر تیمیشوآرا، کشور رومانی) بازیگر فیلم پورنوگرافی است و برنده‌ٔ جایزه ای‌وی‌ان است.
او درابتدا در یک مجله گردشگری محلی کار می‌کرد. در یک روز خسته‌کننده که او داشت به یک مجله پورنوگرافی نگاه می‌کرد و وقتی رئیسش او را در حال تماشای مجله دید گفت که او هم می‌تواند در مجله باشد اگر که بخواهد. با موافقت او مدیر تماس‌هائی برقرار کرد و او به این صورت وارد صنعت ساخت فیلم‌های پورنوگرافی شد. او تا آگوست ۲۰۰۵ در اروپا مشغول به‌کار بود و پس از آن به ایالات متحده نقل مکان کرد. سندرا رومین متأهل است و بهترین دوست او ملیسا لورن است.
در شامگاه ۱۳ ژانویه سال ۲۰۰۷ او برنده ۴ جایزه از بیست و چهارمین فستیوال AVN در لاس وگاس شد.

## جوایز

### ۲۰۰۶
- جایزه AVN: برنده بهترین صحنه سکس خارجی برای فیلم «سلطه اروپائی».

### ۲۰۰۷
- جایزه AVN: برنده بهترین صحنه سکس مقعدی(Anal Sex) برای فیلم «شکارچیان مرد»
- جایزه AVN: بهترین صحنه سکس گروهی برای فیلم ویدئوئی «Fashionistas Safado: The Challenge»
- جایزه AVN: برنده بهترین صحنه سکس خارجی برای فیلم «بیش از اندازه ۴»
- جایزه AVN: برنده بهترین صحنه سکس جاده‌ای برای فیلم «Fuck Slaves»